# A Different Way
A Different Way is een nummer van de Franse DJ Snake uit 2017, met vocalen van de Amerikaanse zanger Lauv.
Het nummer is mede geschreven door Ed Sheeran. "A Different Way" werd in een aantal landen een klein hitje. In DJ Snake's thuisland Frankrijk haalde het nummer een bescheiden 27e positie. In de Nederlandse Top 40 was het nummer goed voor een 25e notering, en in Vlaanderen haalde het de eerste positie in de Tipparade.